# Antiklerikalizmus
Az antiklerikalizmus a vallás és az egyház világi hatalma ellen irányuló mozgalom, illetve olyan politikai attitűd, amelynek lényege az egyházi vagy vallási személyekkel szembeni társadalmi vagy politikai ügyekben megnyilvánuló ellenségesség.
Nem irányul a hívők vallásos meggyőződése ellen, hanem azt akarja megakadályozni hogy klérus a hívők politikai magatartását befolyásolja vagy irányítsa. Fontos követelése az állam és az egyház szétválasztása (szekularizáció).

## Etimológia
Összetett szó: anti + klerikális + -izmus szavak összevonásából. 
- az anti- az ógörögből (ἀντι-) származik, jelentése: valamivel ellentétben álló
- a klerikális a papsághoz, a klérushoz tartozó, azzal kapcsolatos;[3]
- az -izmus toldalékszó, amely áramlatot, irányzatot jelző főnévképző latin megfelelője.[4]

## Formái

Világtérkép, amely olyan államokat mutat be, amelyek korábban vagy jelenleg állami ateizmust gyakoroltak (-nak). Az állami ateizmus potenciálisan az antiklerikalizmus egyik formája.
Azok az országok, amelyek korábban állami ateizmust gyakoroltak
Azok az országok, amelyek jelenleg állami ateizmust gyakorolnak

Az újkori antiklerikalizmus fő formái:
- A felvilágosodás korának 18. századi antiklerikalizmusa

Leginkább Franciaországban volt jellemző, amely a főpapság feudális privilégiumai és állítólagos korrupciója, valamint a cenzúra és az egyházi oktatás segítségével a társadalomra kényszerített, a felvilágosodás tanaival ellentétes egyházi nézetek ellen irányult.
- A liberalizmus 19. századi antiklerikalizmusa

A liberalizmus azt hangoztatta, hogy az egyház zsarnoki kormányzatokat támogat és tudománytalan tanokat erőltet a társadalomra.
Sok európai államban, ahol a katolikus egyház erős volt (Olaszország, Franciaország, Spanyolország, Németország), antiklerikális mozgalmak vagy pártok alakultak.
- A kommunizmus, illetve valamely mértékig a nemzetiszocializmus 20. századi antiklerikalizmusa

A marxista-leninista doktrína alapján a vallás a nép ópiuma, amely akadályozza az embereket az osztályelnyomás és a kizsákmányolás felismerésében, így akadályozza a szükséges forradalom megvalósulását. Materialista alapon tagadták a lélek, a túlvilág és Isten létét. Felszámolták az egyházi oktatást és számos kommunista országban támogatták a vallásellenes csoportok létrejöttét.